# Gherardo Segarelli
Gherardo Segarelli ou Segalelli (Segalara province de Parme, ~1240 – Parme, 18 juillet 1300) est un prédicateur millénariste brûlé sur le bûcher comme hérétique. Il compte au nombre des martyrs de la liberté de penser.

## La vocation
1260 est l'année selon les prévisions de Joachim de Flore qui voyait débuter l'époque du Saint-Esprit et au cours de laquelle apparaissent les processions et les troubles des flagellants dit Scuriati ou Battuti qui parcourent toute l'Italie centro-septentrionale. Segarelli demande d'être admis au couvent des frères franciscains de Parme, mais son admission est refusée.
Dans sa Chronique, Fra Salimbene de Adam de Parme décrit cette situation : 

« Alors que j'étais à Parme, dans le couvent des frères mineurs, comme sacerdote et prédicateur, un jeune se présenta, natif de Parme, d'origine humble, illettré, sot et ignorant, qui s'appelait Gherardino Segarelli, et il demanda d'être accueilli dans l'ordre des frères mineurs. N'ayant pas été exaucé, jusqu'à ce que cela fut possible, il s'attardait toute la journée en méditation dans l'église et il lui vint l'idée de faire de sa propre initiative ce qu'il demandait inutilement aux frères. Comme au-dessus du couvercle de la lampe de la fraternité du bien heureux François étaient peints tout autour les apôtres en sandales, parfois avec le manteau sur les épaules, il restait de long moment à les contempler et de là il prit sa décision. Il laissa pousser sa barbe et ses cheveux, il porta des sandales et il bordone des frères mineurs parce que tous ceux qui se proposent de créer une nouvelle congrégation volent quelque chose à l'ordre franciscain. Puis il se fit faire une tunique de toile rêche et un manteau en fil très gros qu'il portait parfois autour du cou et sur les épaules, convaincu ainsi d'imiter les habits des apôtres. »

## Les apostoliques
Salimbene, âpre ennemi de Segarelli, ajoute qu'il « distribuait le peu d'argent qu'il possédait et d'habiles coquins profitèrent de sa naïveté, après quoi il commença à vivre d'aumône et à prêcher, invitant le peuple à la pénitence. » Il eut un succès certain auprès des humbles de toute l'Émilie et ses disciples, les fratres et sorores apostolicae vitae ou simplement apostoliques ou minimi, deviennent même plus populaires que les franciscains. 
Les apostoliques mènent une vie de jeûnes et de prières, travaillant ou demandant la charité, il ne donne pas de valeur à la chasteté : la cérémonie d'acceptation de nouveaux disciples prévoit que, publiquement, ils se déshabillent nus comme l'avait fait François d'Assise. Ils prêchent la désobéissance au pape, la possibilité du prêche ambulant des laïcs, l'imminence de la punition céleste provoquée par la corruption des coutumes ecclésiastiques, la stricte observation des préceptes évangéliques et la pauvreté absolue.

## La répression
Tout ceci ne peut être toléré par l'Église, ainsi le pape Grégoire X (1271-1276) ouvre, le 7 mai 1274, le deuxième concile de Lyon, désavoue les congrégations religieuses non autorisées et lance une nouvelle croisade. Avec le canon Religionum diversitatem nimiam, le concile interdit la constitution d'une quelconque nouvelle congrégation et impose aux ordres créés après 1215, l'obligation de rejoindre un ordre choisi parmi ceux approuvés. Gherardo Segarelli et les apostoliques refusent, provoquant le début du procès pour hérésie : ils sont condamnés en 1286 avec la bulle du pape Honorius IV (1285–1287) Olim felicis recordationis, en 1287 depuis le concile de Wurtzbourg et en 1290 par le pape Nicolas IV (1288–1292). 
Segarelli est d'abord emprisonné à Parme puis libéré par l'évêque Obizzo Sanvitali, qui semble avoir été un admirateur secret. De nouveau emprisonné en 1294 et condamné aux travaux forcés à perpétuité, il réussit à s'enfuir pendant que quatre apostoliques, deux hommes et deux femmes, sont brûlés vifs sur le bûcher. Enfin, ne profitant plus de la protection de Sanvitali devenu évêque de Ravenne, il est de nouveau capturé en 1300 et jugé par l'inquisiteur Manfredo da Parma. 
Il existe quelques traces du procès-verbal :

« Demander si un homme peut toucher une femme qui ne soit pas son épouse et une femme puisse toucher un homme qui ne soit pas son mari et se palper mutuellement sur les zones impudiques en s'étendant nu et que cela puisse être fait sans l'ombre du péché… répondit que si un homme et une femme même  n'étant pas unis par le mariage, et un homme avec un homme et une femme avec une femme peuvent se palper et se toucher mutuellement sur les zones impudiques.  Il dit que cela peut advenir sans l'ombre d'un péché à condition qu'il y ait intention de parvenir à la perfection… il ne pensait pas  que de tels tâtages impudiques et charnels fussent coupables, au contraire ils pouvaient être fait sans péché chez un homme parfait. »

Ceci est déjà suffisant pour l'envoyer sur le bûcher à Parme le 18 juillet 1300. Son prêche sera poursuivi par Fra Dolcino.

### À l'écran
- Téléfilm L'Histoire en marche : Le Serment de Roger Kahane (1985)